# Pha Long
Pha Long là một xã thuộc huyện Mường Khương, tỉnh Lào Cai, Việt Nam.

## Địa lý
Xã Pha Long nằm ở phía đông bắc của huyện Mường Khương, cách trung tâm huyện lỵ 22 km, có vị trí địa lý:
- Phía đông giáp trấn Tiểu Bá Tử (小坝子)[4] huyện Mã Quan châu Văn Sơn tỉnh Vân Nam Trung Quốc
- Phía nam giáp xã Dìn Chin
- Phía tây giáp xã Tả Ngài Chồ
- phía bắc giáp hương Kiều Đầu (桥头)[5] huyện Hà Khẩu[6] châu Hồng Hà tỉnh Vân Nam Trung Quốc.

## Hành chính
Xã Pha Long được chia thành 17 thôn: Sín Chải, Tả Lùng Thắng, Sả Chải, Lồ Cô Chin, Pha Long 1, Pha Long 2, Nì Xỉ 1, Nì Xỉ 2, Nì Xỉ 3, Nì Xỉ 4, Lao Táo, Lao Mao Chải, Na Măng, Suối Thầu, Pao Pao Chải, Lồ Suối Tủng, Lũng Cáng.

## Lịch sử
Năm 1981, xã Lao Táo sáp nhập vào xã Pha Long.